# En sang om kærlighed
En sang om kærlighed är en sång skriven och komponerad av Tue West, som spelade in den och släppte den på singel år 2003.

## Emilia Rydbergs inspelning
Pär Lönn och Emilia Rydberg skrev en text på svenska vid namn "En sång om kärleken", som Emilia Rydberg sjöng in på skivalbumet Små ord av kärlek år 2007. Samma år släpptes singeln i Sverige. Emilia Rydberg framförde den även i Bingolotto den 22 april 2007.

### Låtlista
1. En sång om kärleken (radioversion)
2. En sång om kärleken (instrumentalversion)
3. Var minut ("Hvert minut") (albumversion)

### Listplaceringar
| Lista (2007) | Topplacering                |    |
| ------------ | --------------------------- | -- |
| Sverige      | Sverige (Sverigetopplistan) | 14 |